# Víctor Manuel López Forero
Víctor Manuel López Forero (* 29. März 1931 in Puente Nacional; † 23. September 2023 in Bucaramanga) war ein kolumbianischer Geistlicher und römisch-katholischer Erzbischof von Bucaramanga.

## Leben
Víctor Manuel López Forero studierte Philosophie und Theologie am Priesterseminar von Bogotá. An der Universität Javeriana erwarb er das Lizentiat in Kirchenrecht. Am 27. Oktober 1957 empfing er die Priesterweihe für das Erzbistum Bogotá. Er war Kooperator von Junín (Cundinamarca), Spiritual des Kleinen Seminars, Regionalkaplan der SENA von Cundinamarca, Notar am Kirchengericht, Pfarrer von Soacha und von Perpetuo Socorro im Barrio Olaya, Rektor der Pfarrschulen der Erzdiözese, Ausbilder am Großen Seminar und Bischofsvikar des Südens.
Papst Paul VI. ernannte ihn am 6. Mai 1977 zum Weihbischof in Bogotá und Titularbischof von Afufenia. Der Erzbischof von Bogotá und Militärvikar von Kolumbien, Aníbal Kardinal Muñoz Duque, spendete ihm am 29. Juni desselben Jahres die Bischofsweihe; Mitkonsekratoren waren José Gabriel Calderón Contreras, Bischof von Cartago, und Alfonso López, Weiherzbischof ad personam in Bogotá.
Papst Johannes Paul II. ernannte ihn am 6. Dezember 1980 zum Bischof von Socorro y San Gil. Am 7. Juni 1985 wurde er zum Militärvikar von Kolumbien und Titularbischof von Cilibia ernannt. Am 21. Juni 1994 wurde er zum Erzbischof von Nueva Pamplona ernannt. 
Auf nationaler Ebene war er Vertreter der SENA und Vorsitzender der Bischöflichen Kommission für Sozialpastoral. In den Jahren zuvor war er Vorsitzender der Bischöflichen Kommission für Katechese. Auf weltkirchlicher Ebene hat er in der CELAM-Kommission für Katechese und Erziehung mitgewirkt und war Mitglied des Zentralbüros für die pastorale Koordinierung der Militärordinariate.
Am 27. Juni 1998 wurde er zum Erzbischof von Bucaramanga ernannt. Am 13. Februar 2009 nahm Papst Benedikt XVI. sein altersbedingtes Rücktrittsgesuch an.